# UC AlbinoLeffe
Die Unione Calcio AlbinoLeffe ist ein italienischer Fußballverein, der in den in der Nähe von Bergamo gelegenen Ortschaften Albino und Leffe in Italien beheimatet ist.

## Geschichte
Nach Ende des Ersten Weltkrieges wurde in der italienischen Stadt Val Seriana im Jahr 1919 der Verein Albinese Calcio gegründet. Dieser Verein hatte sein Zuhause in Albino, einem Ort in der Lombardei. Sein Spielfeld lag zunächst auf dem Gelände der Grundschule von Albino. Wenige Jahre später wurde das Stadio Centro Sportivo Comunale gebaut. In der Folgezeit wurde Albinense Calcio ein sehr beliebter Verein für Jugendliche. Zur gleichen Zeit gab es in der Nachbarschaft von Albino, Leffe, einen Verein namens ASC Leffe, der damals in der Serie C spielte. Es herrschte eine Rivalität zwischen den beiden Vereinen.
Im Sommer 1998 trafen die Präsidenten von Albino Calcio und der ASC Leffe die Entscheidung zur Fusion beider Clubs zur UC AlbinoLeffe. Erster Präsident des Vereins wurde Pietro Zambaiti, erster Trainer wurde Oscar Piantoni. Als Stadion diente dem Verein das Stadio Martinelli di Leffe, das eine Kapazität von 2260 Zuschauerplätzen aufwies. In der ersten Saison spielte der neu gegründete Verein in der Serie C2, wo man sofort den Aufstieg in die Serie C1 feiern konnte. In der Spielzeit 2002/03 sicherte sich die UC AlbinoLeffe hinter dem FBC Treviso den zweiten Platz in der Serie C1. Nach erfolgreichen Play-off-Spielen gegen Padova Calcio und Pisa Calcio gelang der Aufstieg in die Serie B, wo AlbinoLeffe in der ersten Saison Platz 18 belegte, was den Klassenerhalt bedeutete. Für diese Zweitligasaison zog der Verein ins Stadio Atleti Azzurri d’Italia im nahegelegenen Bergamo um, wo auch der Erstligaverein Atalanta Bergamo seine Heimspiele austrägt, da das Stadion in Albino nicht den Statuten der Serie B entsprach.
In den letzten Jahren konnte sich die UC AlbinoLeffe in der Serie B behaupten. Nachdem 2004/05 Rang 12 erreicht wurde, musste man in der Folgesaison Relegationsspiele gegen den Abstieg gegen US Avellino bestreiten, die man mit 2:0 und 2:3 für sich entschied und damit in der zweiten Liga bleiben durfte. Ein Jahr später wurde man Zehnter und 2006/07 belegte die Mannschaft Rang 4. Diese Platzierung ermöglichte AlbinoLeffe die Teilnahme an Play-offs um den Aufstieg in die Serie A. Dort scheiterte der Verein jedoch im Finale am drittplatzierten US Lecce. In den zwei nachfolgenden Spielzeiten belegte der Verein mit den Plätzen 9 und 11 jeweils einen Mittelfeldrang.
Zur Saison 2019/20 verließ der Club das Stadio Atleti Azzurri d’Italia, da es umgebaut wird. Die UC AlbinoLeffe zog in das Stadio Comunale Città di Gorgonzola im lombardischen Gorgonzola um. Der Club plant einen Stadionbau in Zanica.

## Erfolge
- Aufstieg in die Serie C1 1999
- Sieger der Coppa Italia Serie C 2002
- Aufstieg in die Serie B 2003

## Ligenzugehörigkeit
- 9× Serie B
- 11× Serie C

## Ehemalige Spieler
- Andrea Belotti
- Giuseppe Biava
- Michael Cia
- Karamoko Cissé
- Kewullay Conteh
- Carmine Coppola
- Alessandro Diamanti
- Mark Edusei
- Abdoulaye Faye
- Massimo Gobbi
- Matteo Gritti
- Filippo Inzaghi
- Paolo Orlandoni
- Federico Marchetti
- Ivan Pelizzoli
- Federico Peluso
- Andrea Soncin

## Ehemalige Trainer
- Enrico Catuzzi (1994)
- Patrizio Sala (1995–1996)
- Emiliano Mondonico (2006–2007, 2009–2011)